# Maracaynatum orchidearum
Maracaynatum orchidearum – gatunek kosarza z podrzędu Laniatores i rodziny Samoidae.

## Występowanie
Gatunek wykazany z Wenezueli.